# Andruw Jones
Pour les articles homonymes, voir Jones.
Andruw Rudolf Jones (né le 23 avril 1977 à Willemstad, Curaçao, Antilles néerlandaises) est un joueur de baseball.
De 1996 à 2012, Jones joue 17 saisons, dont 12 avec les Braves d'Atlanta, dans la Ligue majeure de baseball comme voltigeur de centre. Il réussit 1933 coups sûrs dont 434 circuits, honore cinq sélections au match des étoiles, remporte 10 Gants dorés consécutifs et un Bâton d'argent. Il mène la Ligue nationale avec 51 circuits et 128 points produits en 2005 avec Atlanta.

## Carrière
Après avoir fait ses débuts à l'âge de 19 ans en 1996 il accumulé plus de 1600 coups sûrs et plus de 360 coups de circuit. Le 30 octobre 1996 il est devenu le joueur le plus jeune ayant frappé un circuit en Série mondiale à 19 ans et 6 mois.
Depuis 1996, Jones a accumulé plus de 100 points produits en 5 saisons différentes, dont 128 en 2005. En 2005, il frappe 51 coups de circuits pour les Braves, dépassant le record de Hank Aaron et Eddie Mathews qui avaient frappé 47 circuits avec les Braves (Mathews en 1953, Aaron en 1971). Avec 154 coups sûrs, 24 doubles, 51 circuits et 128 points produits, Jones finit second lors du vote pour le meilleur joueur derrière Albert Pujols. En 2006, Jones produit 129 points avec 107 points et une moyenne au bâton de ,262. Il finit 11e lors du vote pour le meilleur joueur.
En 2007, ses performances offensives baissent et il ne frappe qu'avec une moyenne de ,222 avec 26 circuits et 94 points produits. À l'issue de sa dernière année de contrat et après 13 saisons au sein de la même franchise, les Braves ne le resignent pas pour la saison 2008 et il devient agent libre le 2 octobre 2007. Le 5 décembre, il signe un contrat de 2 saisons pour un montant de 36,2 millions de dollars américains avec les Dodgers de Los Angeles.
En 2009, il a signé un contrat de ligues mineures avec les Rangers du Texas.
Il rejoint les White Sox de Chicago le 25 novembre 2009. Après y avoir passé une saison, il rejoint en 2011 les Yankees de New York. Il signe une nouvelle d'entente d'un an pour la saison 2012.

### Japon
En décembre 2012, Andruw Jones signe un contrat d'un an pour 3,5 millions de dollars US avec les Tohoku Rakuten Golden Eagles de la Ligue Pacifique, au Japon. Il évolue deux saisons avec l'équipe.

## Vie personnelle
Le matin du 25 décembre 2012, Jones est arrêté et détenu dans le comté de Gwinnett, près d'Atlanta, à la suite d'une querelle conjugale et accusé de voies de fait.

## Palmarès
- Plus jeune joueur ayant frappé un circuit en Série mondiale.
- 10 gants dorés (1998-2007).
- 5 participations au match des étoiles de la Ligue majeure de baseball : 2000, 2002-2003, 2005-2006.
- Meilleur total de circuits en Ligue nationale : 2005 (51).
- Meilleur total de circuits par un joueur des Braves (2005, 51 circuits).
- Prix Hank Aaron : 2005.
- Prix Silver Slugger : 2005.
- Joueur du mois : juin et août 2005.